# Маньчжурская эпидемия чумы (1910—1911)
Маньчжурская эпидемия чумы (кит. 东北大鼠疫) — эпидемия чумы в Маньчжурии 1910—1911 гг., ставшая последней в истории. Эпидемии подобного масштаба крайне редки. По мнению Д. К. Заболотного, во время Маньчжурской эпидемии 1910—1911 годов погибло более 60 тысяч человек, а по данным У Ляньдэ — около 100 тысяч.

## Причины
Маньчжурия и Монголия — район, эндемичный по чуме. В предшествующие десятилетия отдельные вспышки чумы фиксировались в Маньчжурии, Восточной Монголии и Забайкалье. Большую роль в распространении инфекции сыграл популярный в регионе промысел тарбагана — на мясо и шкурку. Шкурка тарбагана, особенно выкрашенная в чёрный цвет, имела большой спрос у скорняков Европы и Китая. В первом десятилетии XX века спрос на шкурку тарбагана резко возрос, что стимулировало распространение его промысла местными охотниками. Первые случаи заражения произошли в начале осени 1910 года среди охотников, занимавшихся ловлей тарбаганов и питавшихся их мясом.
В сентябре 1910 года несколько участников таких артелей прибились к китайским плотникам, работавшим в зоне отчуждения Китайско-Восточной железной дороги (КВЖД). Большая часть этих артелей вымерла от чумы. Судя по всему, болезнь шла с северо-запада на юго-восток — вдоль линий перемещения китайских рабочих и промысловиков.
Чумой оказались поражены практически все пункты, либо расположенные вдоль КВЖД, либо являвшиеся крупными центрами, где накапливались трудовые мигранты, прибывавшие в Маньчжурию преимущественно из провинции Шаньдун через порт Чифу. Чифу, как выяснилось впоследствии, также был поражён чумой. Видимо, болезнь была занесена бежавшими из Маньчжурии от чумы мигрантами, не инфицированными, но имевшими при себе вещи своих умерших от чумы товарищей. В результате возникновения чумы в Чифу появились опасения относительно возможности эпидемии во Владивостоке, так как большая часть китайских рабочих прибывала в Приморье из Чифу, где даже было создано русское консульство, выдававшее паспорта трудовым мигрантам. В Приморье начались массовые прививки сывороткой, разработанной против бубонной чумы. Возможно, эти меры не прошли даром — при продолжении посещения китайцами Приморья эпидемии чумы на территории Российской империи тогда так и не возникло, хотя аналогичная эпидемия вспыхнула на Дальнем Востоке в 1921 году.
Возможно, быстрому распространению чумы в Маньчжурии способствовали некоторые особенности социальной структуры китайского населения региона — до 1870-х годов китайцам было запрещено селиться в Маньчжурии. Поэтому массовое переселение китайцев в «три восточные провинции» началось только в конце 1870-х — начале 1880-х годов. Как правило, на север ехали выходцы из бедной приморской провинции Шаньдун. Ехали на заработки, оставляя семьи дома. Места расселения трудовых мигрантов отличались гораздо большей неухоженностью и антисанитарным состоянием, нежели поселения китайцев в застенном Китае. Фанзы были перенаселены, традиционные для внутреннего Китая золотари, быстро и эффективно убиравшие нечистоты с улиц населённых пунктов, практически отсутствовали — целинные земли Маньчжурии не требовали столь тщательного удобрения, как истощённые почвы собственно Китая. Отсутствие семей вынуждало рабочих искать нехитрых развлечений в злачных местах — игорных и публичных домах и опиекурильнях, которые никогда не пустовали. Администрация была слаба — не хватало не только врачей, но даже полицейских и служащих для местных канцелярий — до наплыва мигрантов имевшегося количества чиновников вполне хватало и структура управления оказалась не подготовленной к стремительному изменению демографической ситуации в регионе.
Отсутствие всяких норм гигиены, даже на уровне среднестатистического города в провинциях внутреннего Китая, повальная бедность и неграмотность основной массы населения создавали исключительно благоприятные условия для развития эпидемий.

## Первый период эпидемии в Маньчжурии
По некоторым данным, эпидемия началась 6 октября 1910 года в Фуцзядянь (傅家甸) — китайском городе-спутнике Харбина (ныне район Даовай 道外 города Харбина), где проживало около 25 тысяч китайцев, преимущественно работавших в городе Харбине и на объектах КВЖД. В начале эпидемии, по словам Хоу Шушаня (кит. упр. 侯树山), директора больницы им. У Ляньдэ (кит. упр. 伍连德纪念医院常务院 У Ляньдэ цзинянь июань чанъуюань), заболевало в среднем по 2 человека в день. Вначале человек начинал кашлять, затем у него повышалась температура, а вскоре после этого тело больного чернело, появлялась кровавая мокрота и больной умирал. В ноябре 1910 года болезнь была занесена в населённые китайцами районы собственно Харбина. Каждый день жертвой болезни становилось от 3 до 10 человек. К декабрю 1910 года в городе было зарегистрировано 240 заболеваний. К концу декабря 1910 года в Фуцзядянь ежедневно умирало до 100 человек.
15 октября 1910 года в центре русской части Харбина замертво упал постовой. Вскрытие констатировало смерть от чумы в её самой опасной — лёгочной — форме. Лёгочная азиатская чума передавалась воздушно-капельным путём. Вакцины, разработанные и успешно примененные против бубонной чумы в Бомбее в 1896 году, оказались бессильны против лёгочной формы болезни. Смертность среди заболевших составляла практически 100 %, то есть тот, кто заболевал, через несколько дней обязательно умирал.
Первый случай заболевания был отмечен на станции Маньчжурия 12 октября 1910 года. Эпидемия распространилась на соседние Чжалайнорские копи и в более южные районы по линии Китайско-Восточной железной дороги. В октябре 1910 года в Харбине было зарегистрировано уже 58 случаев смерти от чумы. В Государственную думу Российской империи поступил запрос: что намеревается сделать русское правительство, дабы преградить дорогу чуме в наши края? Подготовить ответ предложили известному медику, профессору-эпидемиологу Д. К. Заболотному.
В борьбе с эпидемией русские власти в зоне отчуждения КВЖД и вдоль границ с Китаем предприняли беспрецедентные меры по устройству санитарных кордонов. В карантинных мероприятиях приняли участие даже речники военной Амурской речной флотилии, высадившие в Харбине десант с 2 орудиями для предотвращения возможных бунтов среди китайского населения.
Китайское правительство трезво оценивало свои возможности в борьбе с эпидемией — несмотря на то, что усилия русских и японских властей в Маньчжурии расценивались китайцами как попытка усилить своё военное присутствие в Китае под предлогом оказания помощи в борьбе с эпидемией, пришлось согласиться на присылку врачей из-за рубежа. Инфекционное отделение Бэйянского военно-медицинского училища ещё не успело подготовить достаточное количество врачей-микробиологов и эпидемиологов. Однако и китайские врачи приняли активное участие в борьбе с эпидемией — по настоянию высокопоставленного сановника МИД Китая (кит. упр. 外务部右丞 Вайубу ю чэн) Ши Чжаоцзи (кит. трад. 施肇基) в Харбин был направлен главный врач ВМФ Китая (кит. упр. 海军总医官 Хайцзюнь цзун игуань) Се Тяньбао (кит. упр. 谢天宝). Но военный медик, прибыв в Мукден и узнав о происходящем в Харбине, испугался и отказался ехать дальше.

## Деятельность У Ляньдэ
Вместо Се Тяньбао в Харбин поехал доктор У Ляньдэ, закончивший в 1903 году Кембриджский университет. Как квалифицированного специалиста, прославившегося своими исследованиями болезни бери-бери, его рекомендовал на этот ответственный пост Юань Шикай — лидер бэйянских милитаристов. С 1908 года У Ляньдэ являлся проректором Военно-медицинского института в Тяньцзине (кит. упр. 天津陆军医学堂, палл. Тяньцзинь луцзюнь исюэ тан). Получив приказ, У Ляньдэ потребовал дать ему квалифицированного помощника из числа наиболее одарённых студентов, и тут же начал подготовку к выезду на место. В помощники ему после конкурсного отбора определили студента Тяньцзиньского военно-медицинского института Линь Цзяжуя (кит. трад. 林家瑞). Для того, чтобы обеспечить У Ляньдэ свободу действий на месте, он был назначен на должность Полномочного врача-эпидемиолога Маньчжурии (кит. упр. 东三省防疫全权总医官, палл. Дун сань шэн фанъи цюаньцюань цзун игуань).
24 декабря 1910 года У Ляньдэ и Линь Цзяжуй прибыли в Харбин. Первым делом У Ляньдэ нанёс визит представителю китайских властей в Харбине — даотаю (кит. упр. 道台) Юй Сысину (кит. упр. 于泗兴). От него У Ляньдэ получил первые достоверные сведения о положении дел в Фуцзядяни. Китайские власти осознавали опасность положения. В донесениях они называли Харбин «мёртвым городом», однако полной уверенности в том, что это чума, у них не было. У Ляньдэ сделал такое предположение, но оно потребовало подтверждения. Взаимодействие с русскими и японскими коллегами ещё не было установлено, и У Ляньдэ на первых порах действовал самостоятельно.
27 декабря 1910 года умерла хозяйка японского отеля в Харбине. У Ляньдэ и Линь Цзяжуй втайне от властей сделали вскрытие — средневековые китайские законы расценивали подобную медицинскую практику как тяжёлое преступление, и врачи серьёзно рисковали, выполняя стандартное для врачей всего мира действие. У Ляньдэ удалось выделить из тканей умершей чумную палочку (Yersinia pestis).
У Ляньдэ, независимо от своих коллег из России и Японии, пришёл к выводу, что он имеет дело с лёгочной чумой и что передаётся она воздушно-капельным путём. В организованном У Ляньдэ китайском противочумном госпитале было приказано носить толстые ватно-марлевые защитные маски. Это спасло многих китайских солдат и врачей от смерти — до распоряжения У Ляньдэ они и понятия не имели о механизме передачи болезни. Русские очевидцы свидетельствовали, что санитары переносили трупы голыми руками, а если у них и были маски, то они не надевали их, оставляя висеть на шее.
В то время эпидемия распространилась далеко за пределы Харбина — в Чанчуне, Мукдене и других городах Маньчжурии массово умирали люди. Согласно китайским источникам начала XX века, практически в каждой семье были заболевшие и умершие. Порой умирали целые семьи. В январе 1911 года был зафиксирован печальный рекорд для этой эпидемии — 183 человека, умерших в один день. Тела умерших китайцев массами вывозились за городскую черту и хоронились в гробах в неглубоких могилах, вырубленных в промёрзшей земле. Зачастую трупы оставались непогребёнными, их объедали собаки. Это таило опасность дальнейшего распространения эпидемии. Только в Харбине в это время умерло более 25 % китайского населения.
Обеспокоенный этими фактами, У Ляньдэ испросил разрешения на кремацию трупов. По китайским законам кремация тел простолюдинов была уголовным преступлением. Но иного выхода не было, и У Ляньдэ пошёл на риск попасть в опалу за нарушение китайских законов и традиций. Разрешение было получено. Трупы собирали на пустырях, укладывали в деревянные гробы и, облив керосином, поджигали. Первое массовое сожжение продолжалось без перерыва 3 дня. Было кремировано более 3500 трупов. Кремированные останки захоронили в глубоком котловане, засыпав их известью. Весь январь 1911 года специальные команды из солдат и рабочие-кули продолжали очистку китайских городов и поселков от трупов. Дома, где порезвилась смерть, либо сжигали дотла, либо, если они представляли собой ценность, дезинфицировали и опечатывали. Вещи больных и умерших сжигали. У Ляньдэ с большим трудом добился того, чтобы вечно обкрадываемые начальством солдаты и кули не поддавались соблазну взять что-либо из подлежащего уничтожению. За процессом кремации лично приезжали наблюдать высокопоставленные китайские чиновники — например, тайшоу (太守) города Чанчунь Хэ Цзычжан (何子彰). Это делалось сознательно для улучшения контроля за действиями похоронных команд — в присутствии высокопоставленных гостей хищения инфицированных вещей совершать боялись. После окончания кремации основной части трупов У Ляньдэ дал странное на первый взгляд распоряжение — всем китайцам было предписано весело праздновать китайский Новый год, который пришёлся на 31 января 1911 года. При этом было предписано взрывать как можно больше хлопушек — по мнению Хоу Шоушаня, директора больницы им. У Ляньдэ, после подрыва хлопушки выделялись продукты сгорания, содержавшие много серы. Сера и её активные соединения были довольно эффективным дезинфицирующим средством, и, таким образом, после массового запуска фейерверков был достигнут достаточно хороший дезинфицирующий эффект. Последний заболевший в Харбине был зарегистрирован 1 марта 1911 года. К апрелю 1911 года с эпидемией в целом было покончено.
За успехи в борьбе с чумой У Ляньдэ удостоен аудиенции у императора Сюаньтуна. Помимо официального признания заслуг в ликвидации чумы, У Ляньдэ получил высокие имперские награды и предложение возглавить министерство здравоохранения Китая. Однако У Ляньдэ отказался, мотивируя это тем, что он в первую очередь — практикующий врач, чьи знания и опыт нужны сотням больных, а в связи с тем, что чума в Маньчжурии не побеждена окончательно, он считает, что должен находиться не в министерском кресле, а в кабинете врача, помогая страдающим.
Заслуги У Ляньдэ были высоко оценены иностранными коллегами. В апреле 1911 года в Мукдене (奉天, ныне Шэньян 沈阳) состоялась медицинская конференция, на которой обсуждались вопросы борьбы с чумой. В конференции приняли участие врачи из США, Англии, Франции, Германии, Италии, Австро-Венгрии, Голландии, России, Мексики и Китая. По единодушному согласию врачей, председателем конференции был избран У Ляньдэ. В августе 1911 года в английском медицинском журнале The Lancet была опубликована его работа о лёгочной чуме, написанная на основе личного опыта и данных полевых исследований в Маньчжурии. В 1916—1920 годах У Ляньдэ возглавлял Китайский комитет здравоохранения и энергичными действиями сумел локализовать и погасить очередную вспышку чумы в Маньчжурии в Чжалайноре в 1920 году. 9 сентября 1926 года доктор У Ляньдэ основал Харбинский медицинский колледж (в 1958 году преобразованный в Харбинский медицинский университет (кит.) В 1935 году У Ляньдэ был выдвинут на получение Нобелевской премии за успехи в борьбе с чумой.

## Хроника
- 15 октября 1910 года — первые случаи.
- Чума добралась до Харбина через 15 дней после её появления на станции Маньчжурия. Эпидемия развивалась медленно и буднично. Работали предприятия, дети ходили в школу, с вокзала отправлялись поезда, но появились следы пребывания чумы в городе — чумные трупы[4].
- Для руководства борьбой с эпидемией в полосе отчуждения КВЖД при Управлении дороги была образована Главная железнодорожная санитарно-исполнительная комиссия и 13 подкомиссий из чиновников дороги, строевых офицеров и врачей, которые обеспечивали противоэпидемические мероприятия на станциях КВЖД.
- Харбин был поделён на 16 участков. За каждым участком закрепили бригаду в составе врача, 2 фельдшеров и 4 санитаров, которые обходили дома и осматривали местное население. Были устроены пропускные пункты для медицинского осмотра всех прибывающих в город, две дезинфекционные камеры, обсервационный и чумной бараки на западном сортировочном тупике, печь для сжигания трупов. Для перевозки трупов сформировали летучий отряд, а для обеззараживания помещений ― дезинфекционный отряд, имеющие запасы карболовой кислоты, хлористой извести, сулемы и зелёного мыла. Врачи, фельдшера, санитары и часовые несли службу в специальных средствах защиты — противочумных костюмах, масках и рукавицах.
- 16 февраля смертность достигла максимума, 173 человека в день.
- Эпидемия прекратилась внезапно в первой декаде апреля 1911 года. По сведениям из различных источников, число учтённых умерших колебалось от 44 до 50 тысяч. Всего во время эпидемии погибло 942 медицинских работника, в том числе 8 врачей, 4 студента-медика, 6 фельдшеров и 924 санитара.
- Среди погибших от лёгочной чумы не было ни одного чина пограничной стражи, так как противоэпидемические меры, принятые командованием Заамурского округа в отрядах, охранявших линию КВЖД на протяжении 2,5 тысяч вёрст, были чрезвычайно жёсткие. Объединёнными усилиями чиновников КВЖД, медицинского персонала дороги и Заамурского округа отдельного корпуса пограничной стражи (ОКПС) удалось предотвратить развитие эпидемии чумы в войсках и заноса её в пределы Российской империи.
- Жёсткие ограничительные меры, грамотная организация карантинных мероприятий и мужество врачей остановили эпидемию в Маньчжурии к апрелю 1911 года.
- По официальным данным, только в городе Харбин (哈尔滨) умерло 5693 человека, в городе Чанчунь (长春) — 5827, в городе Мукден — 2579, на станции Шуанчэнпу — 4551, в городе Ачэн (тж. Ашихэ) — 1794, в городе Айгунь — более 800, в городе Хуланьчэн — 6067, в городе Суйхуа — 1583, в городе Цицикар — 1402, в городе Пинчжоу — 1215 человек[5].

## Персоналии
- Заболотный, Даниил Кириллович (1866—1929), профессор, был приглашён в Харбин Правлением общества КВЖД с целью изучения чумы. Участвовал в противочумных мероприятиях в Харбине с 9 по 24 декабря 1910 года, возглавлял научную работу медиков.
- Богуцкий, Викентий Мечиславович (1876—1929)[6], доктор медицины, заведующий санитарной частью противочумных мероприятий, член Противочумного Бюро (1871—1929). Врачей медицинского персонала КВЖД, Харбинского общественного управления (ХОУ и Заамурского округа отдельного корпуса пограничной стражи (ОКПС)) из-за значительного числа заболевших стало не хватать, и в полосу отчуждения стали приглашать врачей из России. Среди приглашённых был и В. М. Богуцкий — санитарный и общественный деятель дореволюционной России, поляк по национальности. До 1917 г. он работал в Саратове, Одессе, Архангельске, после Февральской революции занимал пост товарища министра внутренних дел, был городским головой в Одессе в период с 1917 по 1918 года. Почётный доктор Института экспериментальной медицины[7], избран 12 октября 1917 года. Избрание утверждено Постановлением Временного Правительства от 17 октября 1917 года. В 1920 г. эмигрировал в Польшу, где занимал посты министра здравоохранения и вице-президента Варшавы. В 1910—1911 г. В. М. Богуцкий был заведующим санитарной частью противочумных мероприятий, членом Противочумного бюро в Харбине. Им подготовлен Медицинский отчёт о ходе эпидемии (опубликован в 1911 году).
- Хмара-Борщевский, Мануил (Эммануил) Петрович (1865—1921), помощник главного врача КВЖД. Он занимал эту должность с 1903 года и до своей смерти от туберкулёза в 1921 году. Один из врачей КВЖД, боровшихся с чумой с первого до последнего дня эпидемии. Помимо врачебной деятельности Э. П. Хмара-Борщевский занимался педагогической работой: был преподавателем латинского языка, председателем педагогического совета и родительского комитета 2-й харбинской мужской гимназии. Специализировался Хмара-Борщевский (под такой фамилией он значился почти во всех делопроизводственных документах с начала 1890-х годов) по акушерству и гинекологии и работал по данной специальности с 1889 года в Петербурге в качестве вольнопрактикующего врача, а с 1894 по 1898 год служил сверхштатным ординатором в Санкт-Петербургском родовспомогательном заведении Ведомства учреждений Императрицы Марии и акушером, заведующим Петровским родильным приютом г. Петербурга, а также акушером III отделения Санкт-Петербургской столичной полиции. В октябре 1898 года его командировали в Туркестанское генерал-губернаторство для участия в противочумных мероприятиях в кишлаке Анзобе[с 8], где он пробыл до 1899 г. С сентября 1899 года по 3 июня 1903 года Хмара-Борщевский находился в отставке, занимаясь частной практикой по своей специальности и состоя членом общества врачей-гинекологов. В июне 1903 года он вернулся к службе, определившись на должность сверхштатного младшего медицинского чиновника при Медицинском департаменте Министерства внутренних дел, а с 5 июня того же года его откомандировали в распоряжение Правления КВЖД. Деятельность Э. П. Хмара-Борщевского по Врачебно-санитарному отделу КВЖД в должности помощника Главного врача отображена в его личном деле по этому месту его долголетней службы, включающем и копию его послужного списка, составленного в 1910 году[8]. В этом деле отмечено участие его в 1911 году в противочумном съезде, состоявшемся в Иркутске[с 9], а также во Всероссийской гигиенической выставке, состоявшейся в 1913 г. в Петербурге. В 1906 г. Э. П. Хмара-Борщевский по распоряжению военных властей был подвергнут временной административной высылке из пределов Маньчжурии[с 10][9]. Умер Э. П. Хмара-Борщевский в Харбине 15 июня 1921 года, состоя на службе[10].
- Аккерман П. Ф., участвовал в противочумных мероприятиях с 17 декабря 1910 года. (в кн. Богуцкий, упоминается 10 раз)
- Алякритская Ю. В. (в кн. Богуцкий, упоминается 9 раз)
- Белявский И. З. (в кн. Богуцкий, упоминается 10 раз)
- Бенингсгаузен-Будберг, Рожер Александрович фон (1866 или 1876—1926), барон, городской полицейский врач, доктор медицины. Сын одной из фрейлин императрицы.
- Воскресенский, Павел И., врач-хирург на Китайско-Восточной железной дороге, доктор медицины (в кн. Богуцкий, упоминается 16 раз)
- Воскресенский, Федор Николаевич (01.06.1880 — ?), надворный советник. На воинской службе с 1902 года. С февраля 1914 года младший врач 1 Балтийского флотского экипажа. Переведен на Черноморский флот и назначен флагманским врачом Дунайской флотилии в мае 1917 года. С октября 1917 года — старший врач Черноморского флотского экипажа.(в кн. Богуцкий, упоминается 2 раза)
- Глебов А. Г. (в кн. Богуцкий, упоминается 3 раза)
- Гольденберг И. С. (в кн. Богуцкий, упоминается 24 раза)
- Гиллерсон, Соломон Исидорович (род. в 1869 г. — ум. ок. 13 апреля 1939), врач, доктор медицины. Лидер большевиков станции Никольск-Уссурийск Усурийской железной дороги, делегат II Всероссийского съезда Советов рабочих и солдатских депутатов. В 1920—1921 годах был руководителем миссии советского Красного Креста в Праге, занимавшейся репатриацией бывших русских военнопленных из Чехословакии в Советскую Россию. Умер в эмиграции во Франции. (в кн. Богуцкий, упоминается 35 раз)
- Горловский, Анатолий Дмитриевич (12 января 1879 — ум. ок. 15 декабря 1926, Нью-Йорк), ассистировал профессорам В. М. Бехтереву и С. Д. Заболотному. Военный врач Красного Креста, участник русско-японской войны. Окончил гимназию в Николаеве Херсонской губернии и Московский университет (1906). В годы Первой мировой войны заведовал санаториями для больных и раненых воинов в Москве. С 1918 в Иркутске организовывал санитарно-техническое и курортное дело. Был командирован в Китай где в Ханькоу служил врачом при русской концессии. В эмиграции в Китае, а с 1921 в США. Один из инициаторов основания Общества российских врачей Нью-Йорка. Входил в состав комиссии по составлению докладной записки, которая сыграла важную роль в допуске русских врачей к штатным медицинским экзаменам в США[11][12].(в кн. Богуцкий, упоминается 15 раз)
- Джишкариани, врач, командированный в Маньчжурию муромским земством.(в кн. Богуцкий, упоминается 14 раз)
- Добржанский А. М., врач, присяжный поверенный (в кн. Богуцкий, упоминается 4 раза)
- Казем-Бек, Владимир Александрович (1892—1931), врач-бессребреник, доктор медицины, профессор, жил и работал в Харбине; в его честь названы больницы в Харбине.
- Кулеша, Георгий Степанович (Бельский уезд, 23 февраля 1866 года — 1936), врач, доктор медицины, прозектор городской больницы Св. Марии Магдалины (Санкт-Петербург), член научной экспедиции, впоследствии профессор Кубанского университета (в кн. Богуцкий, упоминается 6 раз)
- Ицкович, Александр Аркадьевич (в кн. Богуцкий, упоминается 7 раз)
- Ларин А. М., участвовал в противочумных мероприятиях с 20 декабря 1910 года.(в кн. Богуцкий, упоминается 24 раза)
- Новкунский Т. И., старший врач Центральной больницы КВЖД с 1907 по май 1921 года, доктор медицины.(в кн. Богуцкий, упоминается 16 раз)
- Малов Г. И., врач, заведующий Обсервационным пунктом с 18 января 1911 года (в кн. Богуцкий, упоминается 35 раз)
- Марголин Л. И. (в кн. Богуцкий, упоминается 33 раза)
- Менье (Мени), Жерар (фр. Gérard Meunier), врач-бактериолог, французский преподаватель Тяньцзиньского Военно-Медицинского института, волонтёр русского противочумного отряда. (в кн. Богуцкий, упоминается 5 раз)
- Мещерский А. С., врач московского чумного пункта.(в кн. Богуцкий, упоминается 19 раз)
- Михайлов А. М., фельдшер, смотритель чумного пункта.(в кн. Богуцкий, упоминается 4 раза)
- Михель, Владимир Мартынович (1876—1911), известный врач-эпидемиолог из Томска, руководитель группы студентов-медиков Томского университета, принимал участие в противочумных мероприятиях с 1 декабря 1910 года, заведующий Обсервационным пунктом с 1 по 18 января 1911 года, умер от чумы 22 января 1911 года (в кн. Богуцкий, упоминается 14 раз)
- Лебедева, Мария Александровна (1875—1911), врач-эпидемиолог из Подмосковья, умерла от чумы 14 января 1911 года. (в кн. Богуцкий, упоминается 20 раз)
- Осканов И. Я., врач московского чумного пункта, ранее участковый врач станции Никольск-Уссурийск Усурийской железной дороги. С июня 1924 года исполняющий обязанности главного врача санитарно-врачебной службы КВЖД. (в кн. Богуцкий, упоминается 15 раз)
- Паллон (Бутовская), Беатриса Михайловна, доктор медицины, участвовала в протовочумных мероприятиях с 25 декабря 1910 года. (в кн. Богуцкий, упоминается 29 раз)
- Петин С. И., врач, заведующий обсервационным пунктом с 12 ноября до 10 декабря 1910 года (в кн. Богуцкий, упоминается 32 раза)
- Предтеченский, Сергей Николаевич, врач-бактериолог, инфекционист, организатор лабораторного дела, доктор медицины, прозектор Николаевской больницы Ростова-на-Дону, участвовал в противочумных мероприятиях с 13 декабря 1910 года, заведующий Обсервационным пунктом до 1 января 1911 года, впоследствии директор Ростовского научно-исследовательского института микробиологии и паразитологии, профессор. (в кн. Богуцкий, упоминается 27 раз)
- Уманский М. С., врач, присяжный поверенный (в кн. Богуцкий, упоминается 2 раза)
- Ульрих С. Ф. (в кн. Богуцкий, упоминается 21 раз)
- Фиалковский, Константин Станиславович, врач-психиатр, первый председатель Харбинского Совета рабочих депутатов с марта 1917 г., заведующий отделением Центральной больницы КВЖД, один из создателей Общества защиты детей (1913 год) и приюта «Ясли». Учредитель санатория «Зелёный остров» на реке Сунгари (санаторий существовал до разрушительного наводнения в 1932 году). (в кн. Богуцкий, упоминается 1 раз)
- Фавр, Владимир Владимирович (1874—1920), врач-гигиенист, доктор медицины
- Хавкин, Павел Борисович, врач, ассистент при клинике внутренних болезней Харьковского университета, заведующий чумным пунктом. С 26 октября 1917 года начальник медико-санитарного отдела для оказания неотложной медицинской помощи восставшим рабочим Петрограда при Военно-революционном комитете Петроградского совета рабочих и солдатских депутатов, впоследствии главный врач Ленинградской станции скорой помощи. (в кн. Богуцкий, упоминается 47 раз)
- Хуциев В. Е., участвовал в противочумных мероприятиях с 26 декабря 1910 года.(в кн. Богуцкий, упоминается 8 раз)
- Чурилина, Анна Андреевна (1882—1944), врач, доктор медицины, ассистент Бактериологической и гигиенической лаборатории Петербургского женского медицинского института, член научной экспедиции. Родилась 27 октября 1882 года в Лебедяни, отец Андрей Васильевич Чурилин, мать — Екатерина Павловна. С отличием закончила местное женское приходское училище, Елецкую женскую гимназию (с отличием), прошла испытание по латинскому языку в Московской 6-й гимназии, в 1902 году поступила в Петербургский женский медицинский институт. На II курсе увлеклась работой в лаборатории бактериологии под руководством профессора Д. К. Заболотного. На кафедре Заболотного выполнила первые научные труды по микробиологии и иммунологии. В 1909 году получила диплом лекаря с отличием и была оставлена при кафедрах бактериологии и гигиены. Выводы научных работ Чурилиной и её коллег по диагностике холеры, датированные 1908—1909 годами, актуальны и в нынешнее время. Умерла 18 июля 1944 года и похоронена на Ваганьковском кладбище в Москве. Её именем названа улица в Лебедяни[13] (в кн. Богуцкий, упоминается 8 раз).
- Шипилов (Богуцкий В. М. ч. 1: с.184, 234, 241, 247, 250—254; ч. 2: с. 7, 30)
- Яльцева-Попова А. С., слушательница Санкт-Петербургского женского медицинского института, ученица профессора Заболотного Д. К. (в кн. Богуцкий, упоминается 3 раза)

### Члены научной экспедиции Заболотного
- Буров В., фельдшер патологоанатомического кабинета ИЭМ.
- Златогоров, Семён Иванович (1873—1931), врач, доктор медицины, приват-доцент Военно-медицинской академии, ассистент при кафедре бактериологии Санкт-Петербургского женского медицинского института, впоследствии видный советский микробиолог, эпидемиолог и инфекционист, член-корреспондент АН СССР (1929).
- Криворучка К., фельдшер НИЭМ.
- Падлевский, Лев Владимирович (1870—1943), врач, микробиолог. В 1907 году в форте «Александр I» заразился чумой при вскрытии тела погибшего от чумы доктора медицины М. Ф. Шрейбера, но был вылечен благодаря интенсивному применению противочумной сыворотки и тому, что болезнь проходила в бубонной форме и не сопровождалась осложнениями. Доцент кафедры общей патологии Московского университета, профессор с 1918 года. С 1922 заведовал кафедрой микробиологии Познанского университета[пол.].
- Платонов П., служитель бактериологической лаборатории ИЭМ.
- Степанова Л. Л., слушательница Санкт-Петербургского женского медицинского института, ученица профессора Заболотного Д. К.
- Суражевская, Мария А., врач, микробиолог, доктор медицины, доцент Института серодиагностики (Частного бактериологического института) (Санкт-Петербург).
- Червенцов, Александр Никитич (1872—1942), врач, микробиолог, погиб в блокадном Ленинграде.

### Военные врачи
- Воскресенский В. Н., морской врач.
- Гельднер, Иван Николаевич — врач Заамурского Округа Пограничной Стражи.
- Касторский, Евгений Сергеевич (1870—1938), врач. Ему и его деятельности посвящён ряд страниц в книге М. В. и Н. С. Супотницких «Очерки истории чумы». Родился в селе Шапкино Владимирской губернии, умер на станции Чжалантунь (Маньчжурия). Доктор медицины (1908 г., Казанский университет), до 1918 г. военный врач 1-го Сибирского запасного стрелкового батальона. Последнее место работы — КВЖД, станция Маньчжурия.
- Полянский Н. А., военный врач, принимал участие в противочумных мероприятиях с февраля 1911 года
- Попов, Николай Васильевич, военный врач, надворный советник. Младший ординатор Заамурского госпиталя Отдельного корпуса пограничной стражи Российской империи с 16 (29) августа 1908 года. Выпускник Императорского Томского университета. Награждён орденом Святого Станислава III степени.
- Попов П. П., военный врач Владивостокского гарнизона. В 1921 году был руководителем Областной Санитарно-исполнительной комиссия (ОСИК). Организованные им мероприятия были сходными с теми, что применялись во время эпидемии 1910—11 гг., но не носили характер импровизации. Развертывание противочумных организаций предполагалось по заранее согласованному между ведомствами плану, в три этапа, в зависимости от масштабов эпидемии. Доктор Попов П. П., взявший на себя ответственность за борьбу с чумой в условиях гражданской войны, умер через месяц после окончания эпидемии (19 октября 1921) от «переутомления и трудных переживаний этого периода» и был забыт[14].
- Шапиров, Борис Михайлович (1851—1915), военный врач, корпусной врач Отдельного корпуса пограничной стражи (1896—1912), председатель лечебной комиссии Главного управления общества Красного креста. Действительный тайный советник, кавалер ордена Александра Невского.
- Шульгин, Капитон Яковлевич, военный врач, коллежский советник, впоследствии статский советник. Главный врач Заамурского госпиталя Отдельного корпуса пограничной стражи Российской империи с 22 сентября (5 октября) 1911 года. Выпускник Императорской Военно-медицинской академии. Автор ряда научных статей по хирургии. Награждён орденами Святого Станислава II и III степеней, Святой Анны III степени. Уволен от службы 26 мая (8 июня) 1914 года[15].
- Шулятиков, Борис Алексеевич (1874—1937), врач Заамурского Округа Пограничной Стражи, приглашен специально для проведения прививок, выпускник ВМА 1897 года[16]. За заслуги в борьбе с чумой награждён Орденом Святой Анны II степени (1911 год)
- Эбиус, Рихард Михайлович (1876—1915), военный врач (Заамурский госпиталь Отдельного корпуса пограничной стражи Российской империи), доктор медицины, выпускник Императорского Юрьевского университета (О так называемом антагонизме между бактериями : Дис. на степ. д-ра мед. Р. М. Эбиуса. — Юрьев : тип. Э. Бергмана, 1906. — [4], 117 с.; 23).

### Студенты-медики Томского университета
- Беляев, Лев Михайлович (1883—1911), студент-медик 4-го курса медицинского факультета Томского университета, умер от чумы 13 января 1911 года.
- Бутовский М. К., студент-медик 4 курса. (Богуцкий В. М. ч1-с.55, 184, 185,205, 213, 217, 228, 234, 247, 251, 256 ч2-с. 30, 93, 100, 103, 105)
- Водосланов Л. Я., студент-медик.
- Глазков А. Г., студент-медик.
- Громашевский, Лев Васильевич (1887—1980), студент Новороссийского университета в Одессе, впоследствии известный украинский советский эпидемиолог, академик АМН СССР (1944), заслуженный деятель науки УССР (1957), Герой Социалистического Труда (1967). Ученик Д. К. Заболотного.
- Ермолин Л. М., студент-медик.
- Кондратьев В. П., студент-медик.
- Мозгов Н. А., студент-медик.
- Победоносцев В. Н., студент-медик.
- Суворов И. В., студент-медик.
- Суворов С. В., студент-медик.
- Чинзубов М. Н., студент-медик.(Богуцкий В. М. ч1-с.184, 185, 324 ч2-с. 20)

### Студенты—курсантыВоенно-медицинской академии(ВМА)
- Белохвостов С. И., студент 5-го курса ВМА. Исследования врачей Хабаровского военного лазарета А. Д. Никольского (1907), В. А. Углова (1912), А. И. Эбергард и С. И. Белохвостова (1914) показали, что в амурской воде в следовых количествах находятся аммонийный азот и хлоридный ион, отсутствует сульфатный ион, нитратный и нитритный азот. Большие различия в уровнях содержания минеральных форм азота в исследованиях врачей и Бобрицкого могли быть обусловлены тем, что последний отбирал воду из Амура, в то время как остальные из водовода, оголовок которого располагался в 15 саженях (32 м) от берега, то есть из Амурской протоки. Исследование воды в этой протоке свидетельствовало о небольшой амплитуде колебаний среднегодовой величины минерализации воды в 1910—1912 годах (65,3-88,0 мг/дм3), и уровней содержания органического вещества (7,8-13,9 мг О/дм3). По мнению А. И. Эбергард и С. И. Белохвостова, более высокие, по сравнению с нормой (4,5 мг О/дм3), уровни концентраций органического вещества могли способствовать возникновению желудочно-кишечных и тифозных заболеваний жителей г. Хабаровска[17][18][19].
- Исаев, Леонид Михайлович (1886—1964), студент 5-го курса ВМА, впоследствии военный врач, кавалер 4 орденов Российской империи, видный врач-паразитолог, эпидемиолог, организатор медицины, заслуженный деятель науки УзССР, кавалер ордена Красной Звезды 2-й степени Бухарской НСР (1923), лауреат Сталинской премии (1952).
- Мамонтов, Илья Васильевич (1889—1911), студент 5-го курса ВМА, умер от чумы 15 февраля 1911 г.
- Новотельнов, Сергей Абрамович (1882—1956), студент 5-го курса ВМА, впоследствии видный советский хирург—ортопед—травматолог, профессор, генерал-майор медицинской службы.
- Путвинский Д. А., студент 5-го курса ВМА.
- Сороченко А. Ф., студент 5-го курса ВМА.
- Бутовский М. К., студент 4-го курса ВМА.
- Куклин Н. А., студент 4-го курса ВМА.
- Макаревич А. Д., студент 4-го курса ВМА.
- Тверской Л. М., студент 4-го курса ВМА.

### Китайские медики
- У Ляньдэ (1879—1960), проректор Тяньцзинского Военно-медицинского института. Был отправлен по приказу китайского правительства возглавить противочумную работу китайских медиков в должности Полномочного врача-эпидемиолога в Маньчжурии, прибыл в Харбин 24 декабря 1910 года и принимал участие в противочумных мероприятиях до самого окончания эпидемии.
- Линь Цзяжуй, студент Тяньцзиньского Военно-медицинского института, ассистент У Ляньдэ, впоследствии доктор медицины, профессор.
- Чуань Шаоцзин (Ch’uan Shao Ching), врач, терапевт, доктор медицины, профессор и специалист в медицинской юриспруденции Императорского медицинского колледжа, врач Бэйянского госпиталя в Тяньцзине.
- Хуан Пао Шун (Huang Pao Shun), даотай, руководитель противочумного госпиталя в Чанчуне.
- Ку (Ku), доктор медицины, врач чумного госпиталя в Фуцзядяне.
- Чай (Chai)

### Английские и американские медики
- Доктор Уильям Гарольд Грэхем Аспланд (англ. Dr. William Harold Graham Aspland, ум. 13 июня 1943), британский врач, доктор медицины, F.R.C.S., профессор Пекинского Объединённого медицинского колледжа и Пекинского университета, главный врач Англиканской больницы в Пекине.
- Доктор Стенхауслин (англ. Dr. Stenhouslin), британский врач.
- Доктор Ричард Пирсон Стронг (англ. Dr. Richard Pearson Strong, 1872—1948), руководитель американского противочумного отряда; получил степень доктора медицины в 1897 году, окончив Университет Джонса Хопкинса (англ. Johns Hopkins University), автор большинства дошедших до нас фотографий эпидемии чумы в Маньчжурии (91 снимок), сделанных в зоне ответственности китайского противочумного отряда.
- Доктор Оскар Тиг (англ. Dr. Oscar Teague, 1878—1922), США, дядя известного американского врача Роберта Стерлинга Тига младшего (англ. Dr. Robert Sterling Teague Jr., 1913—1980), родился 8 января 1878 года в Алабаме, окончил университет в Алабаме, Университет Вандербильта и Берлинский университет. В 1911 году доктор Тиг отправляется в Китай для изучения легочной формы чумы. За заслуги в борьбе с чумой был награждён президентом США Уильямом Говардом Тафтом медалью Красного Креста (англ. Red Cross Medal). Во время Первой Мировой войны доктор Тиг служил в армии в чине майора медицинской службы, возглавляя исследовательские лаборатории в районе Панамского канала. После войны он работал в Медико-хирургическом Колледже (College of Physicians and Surgeons) в Нью-Йорке. Погиб 22 сентября 1922 года в автомобильной катастрофе.
- Доктор Янг (англ. Dr. Young)

- Сиката, доктор медицины, руководитель японского противочумного отряда
- Китадзато Сибасабуро (北里 柴三郎, 29.01.1853 — 13.06.1931), барон, доктор медицины, бактериолог, профессор, работал с Александром Йерсеном в Гонконге, независимо от него выделил Yersinia Pestis, в 1911 году участвовал в противочумных мероприятиях в Маньчжурии, руководил лабораторией в Мукдене, принял участие в Мукденской конференции в апреле 1911 года.

- Доктор У Ляньдэ награждён медалью с надписью «Боец в борьбе с чумой» (1911 год). Орден Двойного Дракона, Китай, 2-я степень, апрель 1911 — за успешную борьбу с эпидемией чумы в Маньчжурии в 1910—1911 годах Орден Двойного Дракона
- Доктор Шулятиков Борис Алексеевич награждён Орденом Святой Анны II степени (1911 год).
- Студент-медик 4 курса Бутовский М. К. был награждён серебряным нагрудным значком с надписью «Борьба с чумой» с правом пожизненного ношения его[20].[источник не указан 2899 дней]

## Смертельный характер заболевания
Если бубонная чума ещё давала заболевшему некоторый шанс на излечение, то в случае лёгочной чумы смертность достигала 100 %. В среднем от заболевания до смерти человека проходило около 3 суток. В некоторых случаях — 5 суток. Зарегистрирован единственный случай, когда больной прожил 9 дней — это был русский студент-медик Л. М. Беляев. По свидетельству коллег, он довольно долго не терял бодрости, сохраняя неплохую физическую форму и даже шутил, что если выживет, то его затаскают по медицинским симпозиумам как уникума. Тем не менее даже такой исключительно сильный организм не смог противостоять инфекции, несмотря на впрыскивание большого количества лечебной сыворотки.
Применение противочумных сывороток (лимфы Хавкина и сыворотки Йерсена) лишь продлевало течение болезни на несколько дней, но не спасло жизнь ни одному больному.
Случай с возможно выздоровевшим от чумы мальчиком из семьи Шмокляревских, полностью вымершей от чумы за исключением малолетнего сына, остается неподтверждённым — чётких доказательств того, заразился или нет мальчик от своих родителей, врачи так и не получили, а косвенные данные позволяют трактовать вопрос о его выздоровлении двояко. Тем более что, по наблюдениям врачей в Харбине, дети заболевали гораздо реже, чем взрослые. Эпидемиологи считают, что во время каждой эпидемии наблюдаются свои особенности — так, например, по некоторым данным, во время эпидемии «чёрной смерти» в XIV веке чаще умирали женщины, нежели мужчины. По-видимому, особенностью чумы в Маньчжурии стала меньшая восприимчивость детей к инфекции.
Выздоровление больного с бактериологически подтверждённой лёгочной формой чумы впервые было зарегистрировано лишь в 1947 году, также в Маньчжурии. Выздоровление не было случайным: больной, которого считали уже безнадёжным, выжил в результате лечения стрептомицином, полученным в НИИ эпидемиологии и гигиены Красной Армии в результате самостоятельных научных исследований.

## Потери медицинского персонала
- За время эпидемии погибло 942 медицинских работника разных национальностей, из них — 8 врачей, 4 студента-медика, 6 фельдшеров и 924 санитара. Только в русском противочумном отряде умерло 39 человек, из них 2 врача, 2 студента, 4 фельдшера, 1 сестра милосердия, 30 санитаров. Основная часть потерь пришлась на китайских санитаров, рабочих и солдат китайских противочумных отрядов.
- Благодаря правильной организации карантинных мероприятий и жёсткому отношению ко всем попыткам чумных бунтов ни один из членов японского противочумного отряда не заразился и не умер.

### Потери российского противочумного отряда
Врачи
- Менье, Жерар, заразился 26 декабря 1910 года, по одним данным, скончался 28 декабря 1910 года, по другим — 30 декабря 1910 года.
- Лебедева, Мария Александровна (1872—1911), принимала участие в противочумных мероприятиях с 24 декабря 1910 года, умерла 14 января 1911 года.
- Михель, Владимир Мартынович (1876—1911), принимал участие в противочумных мероприятиях с 1 декабря 1910 года, умер 22 января 1911 года.

Студенты
- Мамонтов, Илья Васильевич (1889—1911), студент 5-го курса Военно-медицинской академии, умер 15 февраля 1911 года. Стал героем исторической миниатюры Валентина Пикуля. Выдержка из предсмертного письма Ильи Мамонтова своей матери в Петербург: «Дорогая мама, заболел какой-то ерундой, но так как на чуме ничем, кроме чумы, не заболевают, то это, стало быть, чума… Жизнь отдельного человека — ничто перед жизнью общественности, а для будущего счастия человечества нужны жертвы… Жизнь теперь — это борьба за будущее… Надо верить, что все это недаром и люди добьются, хотя бы и путём многих страданий, настоящего человеческого существования на земле, такого прекрасного, что за одно представление о нем можно отдать все, что есть личного, и самую жизнь…»[22]
- Беляев, Лев Михайлович (1883—1911), студент 4-го курса медицинского факультета Томского университета, при осмотре больного заразился чумой 5 января 1911 г., скончался 14 января 1911 года.

Фельдшеры
- Василенко, Иосиф, умер 11 января 1911 года.
- Галай, Макарий, умер 19 января 1911 года.
- Огнев В. П., умер 7 февраля 1911 года.
- Снежкова, Анна Г., умерла 13 февраля 1911 года.
- Брожунас, Иван, умер 14 февраля 1911 года.

- Чуркин, Алексий, умер 20 декабря 1910 года.
- Раус, Петр, умер 30 декабря 1910 года.
- Матюнин, Иван, умер 30 декабря 1910 года.
- Рейзвих, Генрих, умер 13 января 1911 года.
- Веселов, Василий, умер 15 января 1911 года.
- Шемет, Петр, умер 15 января 1911 года.
- Воронин, Фрол, умер 17 января 1911 года.
- Гусев, Иван, умер 19 января 1911 года.
- Тетерюков, Алексий, умер 19 января 1911 года.
- Гусенков, Павел, умер 21 января 1911 года.
- Нетупский, Яков, умер 21 января 1911 года.
- Никулин, Димитрий, умер 22 января 1911 года.
- Oвсиенко, Яков, умер 23 января 1911 года.
- Колендо, Казимир, умер 24 января 1911 года.
- Бугай, Иван, умер 24 января 1911 года.
- Вепрев (Ветров), Степан, умер 25 января 1911 года.
- Лукаш, Григорий, умер 25 января 1911 года.
- Башук, Степан, умер 25 января 1911 года.
- Сильченко, Алексей, умер 26 января 1911 года.
- Берко, Раввин, умер 10 февраля 1911 года.

Китайские служащие
- 2 (из 5) китайцев, работавших в прачечной русского противочумного городка
- 7 китайцев-санитаров

### Потери французских медиков
- 2 (из 4) сестры милосердия в госпитале в Чифу (Яньтай)

### Потери китайских противочумных отрядов
- Иш Лувсан, доктор тибетской медицины, добровольно лечил больных в Харбине как частнопрактикующий врач
- 100 санитаров и солдат в противочумном госпитале Шуанчэнпу (из общего числа 600 умерших в госпитале)
- полностью вымерли санитары противочумного госпиталя в Фуцзядяне
- полностью вымер батальон из 500 солдат и офицеров, отправленный со станции Куанчэнцзы в Хуланьчэн для подавления чумных бунтов — по прибытии медиков в расположении батальона было обнаружено 495 трупов и 5 больных, находившихся в безнадёжном состоянии

## Память об эпидемии
По инициативе китайского правительства 3 апреля 1911 г. в городе Мукден состоялся международный симпозиум по вопросу борьбы с чумными эпидемиями. Это первый в истории случай, когда Китай организовал международное научно-исследовательское мероприятие. Факт того, что китайские врачи во главе с У Ляньдэ победили чуму, вызвал подъём национального самосознания среди китайской интеллигенции. Во время симпозиума У Ляньдэ вручили медаль с надписью «Боец в борьбе с чумой»,
Мемориальный музей У Ляньдэ открыт в харбинском районе Даовай (бывш. Фуцзядянь) на улице Баочжанцзе, д. 130 (бывший адрес Главного санитарно-эпидемиологического управления трёх восточных провинций) и имеет статус культурного памятника провинции. Это первый музей, посвящённый медицинскому работнику, в провинции Хэйлунцзян. Деятельность доктора У Ляньдэ ознаменовала собой начало новой эпохи в истории Китая. В 1959 году, всего за год до смерти У Ляньдэ, на английском языке вышла книга его мемуаров. В 1995 году читающей публике были представлены воспоминания об У Ляньдэ, написанные его дочерью У Юйлинь (1926 г. р.).
В Чите 8 (21) марта 1911 г. был показан документальный фильм Пантелеймона Кобцова «Город чёрной смерти Харбин». Валентин Пикуль посвятил маньчжурской трагедии 1910—11 гг. одну из своих исторических миниатюр — «Письмо студента Мамонтова».

### Сноски
1. ↑  После окончания знаменитой «чёрной смерти» в середине XIV века сравнимые по масштабам вспышки имели место в Европе XVII века (в России в 1654—1655 годах, в Лондоне в 1665—1666 годах и т.д.), в Москве в 1771—1772 годах (более 50 тысяч умерших) и Гонконге в 1894 году (от 50 до 100 тысяч умерших по разным оценкам)
2. ↑  Средний срок от манифестных признаков до летального исхода — 3 дня, за которые добраться из Мукдена или Харбина до Чифу невозможно
3. ↑  Практически все трупы умерших от чумы и подброшенных на улицы китайцев были голыми — их одежду снимали их нищие товарищи и пытались доносить на себе. Русскими врачами зафиксированы несколько случаев, когда вещь, принадлежавшая больному, например, опиумная трубка, переходила по наследству к его друзьям и родственникам, вызывая новые смерти
4. ↑  Сбор нечистот и экскрементов был прибыльным промыслом во внутреннем Китае, где собранные нечистоты шли на приготовление удобрений
5. ↑  Даотай (иначе Даоминь) — чиновник в Китае, ведающий какою-либо отраслью управления в провинции
6. ↑  Тайшоу — начальник провинции (военного округа, города) в имперском Китае.
7. ↑  Степень цзиньши медицины (кит. упр. 医学进士 исюэ цзиньши), знаки различия чиновника 3-го ранга — голубой шарик на форменный головной убор, и «Орден Двойного Дракона» 2-й степени (высшая, 1-я степень ордена Двойного Дракона, присваивалась только первым лицам иностранных держав и членам маньчжурского императорского дома)
8. ↑  Незаразная форма вторично-легочной чумы вспыхнула в 1897 году в горном кишлаке Анзоб (Гиссарский хребет, Таджикистан) находящемся в непосредственной близости от открытого только в 1970-х годах Гиссарского природного очага чумы. По данным Я. М. Финкельштейна (1906), из 400 человек населения кишлака чумой заболело 250 жителей (62 %), из них выжили 13. По окончании эпидемии общая смертность составила 85 %. Путём опроса родственников погибших Финкельштейн установил, что из 204 (93 %) заболевших лёгочной чумой (кашель, кровохарканье, отсутствие бубонов) не выжил никто (смертность 100 %); из 14 анзобцев, заболевших бубонной чумой, выжили 8 (смертность 43 %); один житель, у которого отмечали и бубоны и кровохарканье, погиб.
9. ↑  Э. П. Хмара-Борщевский был автором ряда работ, посвящённых этой проблематике:
  - К вопросу о возникновении чумы на Дальнем Востоке и меры борьбы с распространением чумной заразы: [Доклад собранию врачей Центральной больницы К. в. ж. д. в Харбине] / Э. П. Хмара-Борщевский, Харбин: Тип. т-ва «Новая жизнь», 1912
  - Чумные эпидемии на Дальнем Востоке и противочумные мероприятия Управления Китайской Восточной железной дороги: Отчет / Под ред. главного врача Китайской Восточной железной дороги Ф. Л. Ясенского; Сост. помощник главного врача дороги Э. П. Хмара-Борщевский. Харбин: Тип. т-ва «Новая жизнь», 1912
10. ↑  Имелись сведения, что жена Э. П. Хмара-Борщевского Евгения Петровна (урожденная Резанцева) — родная сестра Марии Петровны Цюрупы и Людмилы Петровны Свидерской, то есть что Э. П. Хмара-Борщевский состоит в свойстве с двумя видными деятелями большевистской партии: Александром Дмитриевичем Цюрупой и Алексеем Ивановичем Свидерским